# Price Ellison
Pour les articles homonymes, voir Ellison.
Price Ellison (6 octobre 1852-10 décembre 1932) est un homme politique canadien de la Colombie-Britannique. Il est député provincial indépendant de la circonscription britanno-colombienne de Yale-East de 1898 à 1903 et de Okanagan de 1903 à 1916.

## Biographie
Né à Dunham dans le Cheshire en Angleterre, Ellison étudie à Manchester. Il travaille ensuite dans les secteurs de la forge et de la quincaillerie jusqu'à son départ pour les États-Unis en 1873 d'où il voyage de Boston à la Californie. Il finit par s'installer à Vernon en Colombie-Britannique en 1876. En 1884, il marrie Sophia Christine Johnson, la première maîtresse d'école de Vernon. Après peu de succès dans les mines, il retourne travailler dans la forgerie. Il travaille ensuite sur une ferme où il cultive du blé et du bétail.
En politique, il siège au cabinet à titre de chef-commissaire des Terres et des Travaux et ensuite comme ministre des Finances et de l'Agriculture.
Ellison meurt à Vernon peu avant ses 81 ans.
Le Parc provincial Ellison (en) est nommé en son honneur. En tant que chef-commissaire en 1910, il travaille à l'établissement des frontières du premier parc provincial en Colombie-Britannique, le parc provincial Strathcona.